# Yi So-yeon
Yi So-yeon (Gwangju, 2 de junho de 1978) é uma doutora do Instituto de Ciência e Tecnologia Avançada da Coreia do Sul (KAIST) e cosmonauta sul-coreana, sendo a primeira pessoa coreana a ir ao espaço.
Yi foi um dos dois finalistas escolhidos pelo programa espacial coreano para ir ao espaço, anúncio feito ao país em 25 de dezembro de 2006. Em setembro do ano seguinte, o governo do país anunciou a escolha final do outro selecionado, o pesquisador Ko San, como o enviado para os treinamentos finais na Rússia, devido a um melhor resultado deste nos testes realizados pelos dois candidatos, enquanto Yi ficaria como cosmonauta-substituta.
Entretanto, em março de 2008, a Agência Espacial Russa solicitou a troca devido a problemas apresentados por Ko San durante os estágios finais do treinamento para o voo, como violações de regras internas da agência, o que levou Yi So-yeon a se juntar à equipe principal da missão Soyuz TMA-12. Em 8 de abril de 2008, ela foi lançada ao espaço junto com os cosmonautas Sergey Volkov e Oleg Kononenko para estadia a bordo da ISS.
Durante a missão, a cosmonauta sul-coreana realizou dezoito experiências científicas para o Instituto de Pesquisa Aeroespacial da Coreia do Sul (KARI) , entre elas o comportamento de  moscas em microgravidade, o crescimento de plantas e as mudanças causadas pela falta de gravidade em seu coração, olhos e face, fotografada seis vezes ao dia com uma câmera especial, para registrar as mudanças ocorridas em diferentes horas do dia e da noite.
Yi So-yeon retornou a Terra em 19 de abril na nave Soyuz TMA-11, após onze dias em órbita, em companhia da astronauta norte-americana Peggy Whitson, comandante da encerrada Expedição 16 e do cosmonauta russo Yuri Malenchenko, que terminavam uma temporada de seis meses na ISS.  Durante a reentrada da nave, a Soyuz teve problemas de mau funcionamento, o que a fez atingir a atmosfera numa trajetória balística mais acentuada que o previsto, levando os tripulantes a se submeter a uma força gravitacional de 10G, dez vezes maior que a sentida na superfície da Terra, que poderia lhes causar severos problemas físicos. Entretanto, os três reagiram bem ao fato apesar de passarem alguns dias sob observação médica. A entrada forçada fez com que a cápsula aterrasse 420 kms fora do local de pouso original, no Casaquistão.
Após o voo, So-Yeon passou a trabalhar como pesquisadora do KARI e como embaixadora espacial da Coreia do Sul pelo mundo, junto com seu preterido colega Ko San.